# Колманич, Жан
Жан Колманич (словен. Žan Kolmanič; род. 3 марта 2000, Мурска-Собота, Словения) — словенский футболист, защитник клуба «Остин».

## Клубная карьера
Колманич — воспитанник клубов «Вержей», «Мура 05» и «Марибор». В 2017 году в матче против «Кршко» он дебютировал в чемпионате Словении. В 2019 году Жан помог клубу выиграть чемпионат.
3 марта 2021 года Колманич на правах аренды перешёл в американский «Остин», новообразованный клуб MLS. 17 апреля в матче стартового тура сезона 2021 против «Лос-Анджелеса», ставшем для «Остина» дебютом в MLS, он вышел на замену на 70-й минуте вместо Бена Суэта. 19 ноября 2021 года «Остин» объявил о выкупе Колманича у «Марибора» согласно опции и подписал с ним трёхлетний контракт, до конца сезона 2024. В январе 2022 года Колманич получил грин-карту и в MLS перестал считаться иностранным игроком. Во время тренировки в апреле 2023 года он порвал переднюю крестообразную связку правого колена, из-за чего пропустил оставшуюся часть сезона 2023. 26 апреля 2024 года Колманич продлил контракт с «Остином» до конца сезона 2025 с опцией на сезон 2026.

## Международная карьера
В 2021 году Колманич в составе молодёжной сборной Словении принял участие в молодёжном чемпионате Европы в Венгрии и Словении. На турнире он сыграл в матче против команд Испании, Чехии и Италии.
В октябре 2021 года Колманич был вызван в сборную Словении на матчи квалификации чемпионата мира 2022 против сборных Мальты и России.

## Достижения
Командные
 «Марибор»
- Чемпион Словении — 2018/19